# Mesobracon nigricornis
Mesobracon nigricornis är en stekelart som beskrevs av Szepligeti 1914. Mesobracon nigricornis ingår i släktet Mesobracon och familjen bracksteklar. Inga underarter finns listade i Catalogue of Life.